# Pynczewo
Pynczewo (bułg. Пънчево) – wieś w Bułgarii, w obwodzie Burgas, w gminie Sredec. W 2023 roku liczyła 55 mieszkańców.